# Yaghnobi

Yaghnobi är ett iranskt språk som tillhör den nordöstiranska språkgruppen med 12 000 talare i Kirgizistan och Tadzjikistan. Språket är hotat och är en kvarleva av det centralasiatiska handelsspråket sogdiska. Språket har fått sitt namn efter floden Yaghnob som är en biflod till Zeravsjan och Amu-Darja. Yanghnoberna, som en gång levde i Yghnobs dalgång är nu skingrade. Språket, som inte har någon egen skrift, har upptecknats och studerats särskilt av ryska vetenskapsmän.